# Pierre Womé
Pierre Nlend Womé (Douala, 26 de març de 1979) és un futbolista camerunès, que ocupa la posició de defensa o extrem esquerre.

## Trajectòria
Després de militar a equips del seu país, dona el salt a Europa el 1996, fitxant per la Vicenza Calcio. Hi milita a diversos equips italians, com l'AS Roma o l'FC Bologna. Posteriorment hi juga ambe el Fulham anglès i el RCD Espanyol. Retorna a Itàlia (Brescia Calcio i Inter de Milà, abans de marxa a la Bundesliga alemanya, on ha jugat amb el Werder Bremen i el Köln.
Womé és un dels sis jugadors que ha militat a les màximes categories d'Espanya, Anglaterra, Itàlia i Alemanya, junt a Jon Dahl Tomasson, Abel Xavier, Gheorghe Popescu, Florin Raducioiu i Maniche).

## Internacional
Ha estat internacional amb la selecció del Camerun en 67 ocasions, tot marcant cinc gols. Hi va participar en els Mundials de 1998 i 2002, a les Copes d'Àfrica de 2000 i 2006, i a la Copa Confederacions del 2001.
El 8 d'octubre de 2005, Womé va fallar un penal al minut 95, en el partit classificatori per al Mundial d'Alemanya 2006, davant la selecció d'Egipte. Si hagués marcat, la seua selecció haguera acudit a la cita, però al no materialitzar la pena màxima, va ser Costa d'Ivori qui va acudir a Alemanya. Pocs dies després, va exposar que "Ningú volia llençar el penalt. Ningú. Ni Samuel Eto'o ni el nostre capità Rigobert Song, per què ells sabien que podria passar si fallaven. Jo sempre he tingut el coratge i vaig anar a llençar-lo". També va assenyalar que havia rebut amenaces d'alguns fans camerunesos.
Al 19 de març de 2007, va anunciar la seua retirada de les competicions internacionals.